# L'allegro tenente
L'allegro tenente (The Smiling Lieutenant) è un film del 1931 diretto da Ernst Lubitsch. La sceneggiatura si basa sull'operetta Ein Walzertraum (Sogno d'un valzer) di Oscar Straus, libretto di Felix Dörmann e Leopold Jacobson (Vienna, 2 marzo 1907), e sulla novella di Hans Müller-Einigen Nux, der Prinzgemahl (Nux, il principe consorte, 1905).

## Trama
Il fascinoso tenente Niki deve rinunciare alla bella e frizzante violinista viennese Franzi perché il dovere lo chiama alle nozze con la figlia del re di Flausenthurm, bruttina e sgraziata. Alla fine Franzi non solo rinuncerà a lui, ma sarà  tanto generosa da consigliare la rivale che, seguendo i suoi suggerimenti, si trasformerà in una donna irriconoscibile e seducente.

## Produzione
Le riprese del film, che fu prodotto dalla Paramount Pictures (con il nome Paramount Publix Corporation), iniziarono il 6 febbraio 1931. Venne girato ai Paramount Studios e ai Kaufman Astoria Studios di New York.
Non furono però riprese facili. Maurice Chevalier era tutt'altro che in forma, poiché al primo giorno di riprese gli era giunta da Parigi la notizia della morte della madre, e sul set stava sempre in disparte, senza parlare con nessuno. Forse per questo la sua proverbiale allegria suona qui più meccanica che in altri film.
Quanto alle due "primedonne" Claudette Colbert e Miriam Hopkins, si contendevano la scena e i primi piani, litigando molto più di quanto non facciano i loro personaggi (i quali, alla fine, finiscono per fare addirittura amicizia), e ci volle tutta la pazienza di Lubitsch per evitare che sul set la situazione degenerasse.

## Stile
Nel film ci sono molti esempi del celebre "Lubitsch touch". Un esempio è la sequenza iniziale, nella quale, in un minuto circa, Lubitsch mostra una scena di sesso senza farla vedere, limitandosi a giochi di luci e allusioni indirette.
Anche se è tratto da Sogno d'un valzer, il film usa solo in parte e perlopiù come semplice sottofondo sonoro le musiche originali dell'operetta di Oscar Straus (da cui già erano stati tratti due film muti: nel 1918 l'ungherese Varázskeingö di Michael Curtiz e nel 1925 il tedesco Ein Walzertraum di Ludwig Berger). La maggior parte dei brani musicali fu scritta dallo stesso Straus appositamente per il film. E se l'operetta originaria esaltava il valzer viennese facendone il simbolo della gioia di vivere, il film di Lubitsch esalta invece il jazz (esplicitamente nella canzone Jazz Up Your Lingerie).

## Distribuzione
Il copyright del film, richiesto dalla Paramount Publix Corp., fu registrato il 3 agosto 1931 con il numero LP2370. Distribuito dalla Paramount Pictures (con il nome Paramount Publix Corporation), il film fu presentato a New York il 22 maggio e a Los Angeles il 10 luglio, uscendo poi nelle sale cinematografiche statunitensi il 1º agosto 1931. Nello stesso anno, fu distribuito anche in Finlandia (30 agosto, come Hymyilevä luutnantti), Germania (14 settembre, come Der lächelnde Leutnant), Svezia (1 ottobre, come Leende löjtnanten), Ungheria (10 ottobre, come A mosolygó hadnagy), Italia (20 novembre, come L'allegro tenente) e Danimarca (26 dicembre, come Den smilende Løjtnant). Nel 1932 sarà distribuito in Spagna (17 febbraio, come El teniente seductor) e Portogallo (18 aprile, come O Tenente Sedutor).
Per la Francia fu girata – secondo un uso dei primi anni del sonoro, allorché il doppiaggio non si praticava ancora – una versione in lingua francese (Le Lieutenant souriant) con gli stessi interpreti ma con i dialoghi e i testi delle canzoni riscritti da Henri Bataille.
L'allegro tenente fu il più grande successo Paramount del 1931. Ma a causa di una disputa sul copyright, scomparve dalla circolazione e per molti anni si è creduto addirittura che fosse perduto, finché non ne fu scoperta una copia in Danimarca negli anni Novanta del Novecento.
Il 24 aprile 2004, il film è stato proiettato a Hong Kong all'Hong Kong International Film Festival.

## Riconoscimenti
- 1932 - Premio Oscar
  - Candidatura Miglior film alla Paramount Publix